# Domínio de Karatsu
Domínio de Karatsu (唐津藩, Karatsu-han) foi um Han do Período Edo da História do Japão . Estava localizado na Província de Hizen na atual Saga 

## História
o Domínio de Karatsu foi fundado em 1593, por Terazawa Hirotaka, a quem foi concedido o Daimyō de Karatsu com renda de 83.000 koku . Hirotaka foi Nagasaki bugyo durante o bakufu  Tokugawa . O Clã Terazawa participou da Batalha de Sekigahara , no lado de Tokugawa Ieyasu e recebeu um adicional de 40.000 koku de renda, tornando as receitas totais do domínio em 123 mil koku . Os Terazawa participaram também da supressão da Rebelião de Shimabara . O Clã manteve Karatsu até 1647, quando o filho de Hirotaka, Katataka cometeu seppuku , pela falta de um herdeiro, o clã chegou ao fim e o domínio foi confiscado pelo governo central.
Várias famílias passaram por Karatsu: duas gerações do Clã Ōkubo , três gerações do Clã Ogyū-Matsudaira , quatro gerações do Clã Doi , e quatro da Clã Mizuno , incluindo o famoso autor das Reformas Tenpō, Mizuno Tadakuni . O domínio, em seguida, passou para as mãos de Ogasawara Nagamasa , cujo Clã permaneceu até o Domínio de Karatsu ser abolido em 1871. Durante a Guerra Boshin na Restauração Meiji de 1868-1869, Ogasawara Nagamichi , o governante de fato de Karatsu, liderou um grupo de seus vassalos para se juntarem ao Ouetsu Reppan Domei , após a queda desta aliança foi a Ezo e lutou junto com as forças da República de Ezo . Ao mesmo tempo, a administração  de Karatsu foi forçadao a prometer apoio militar à Aliança Satchō do Imperador Meiji .
Ogasawara Naganari , almirante da Marinha Imperial Japonesa no Período Meiji, foi um descendente do Ramo Ogasawara que governou Karatsu.

## Lista de Daimyō
- Clã Terazawa, 1593-1647 (tozama; 83,000->123,000 koku)[3]

1. Terazawa Hirotaka[3] (寺沢広高) 1593-1633, 83.000→ 123.000 koku
2. Terazawa Katataka[3] (寺沢堅高) 1633-1647, 123.000 koku

- Clã Ōkubo 1649-1678 (fudai; 90,000 koku)[4]

1. Ōkubo Tadamoto (大久保忠職) 1649-1670, 83.000 koku
2. Ōkubo Tadatomo (大久保忠朝) 1670-1678, 83.000 koku

- Clã Matsudaira (Ogyū) 1678-1691 (fudai; 70,000->60,000 koku)[5]

1. Matsudaira Norihisa (松平乗久) 1678-1686, 73.000 koku
2. Matsudaira Noriharu (松平乗春) 1686-1690, 73.000 koku
3. Matsudaira Norisato (松平乗邑) 1690-1691, 73.000 koku

- Clã Doi 1691-1762 (fudaiff; 70,000 koku)[6]

1. Doi Toshimasu (土井利益) 1691-1713, 70.000 koku
2. Doi Toshizane (土井利実) 1713-1736, 70.000 koku
3. Doi Toshinobu (土井利延) 1736-1744, 70.000 koku
4. Doi Toshisato (土井利里) 1744-1762, 70.000 koku

- Clã Mizuno 1762-1817 (fudai; 60,000 koku)[7]

1. Mizuno Tadatō (水野忠任) 1762-1775, 60.000 koku
2. Mizuno Tadakane (水野忠鼎) 1775-1805, 60.000 koku
3. Mizuno Tadaaki (水野忠光) 1805-1812, 60.000 koku
4. Mizuno Tadakuni (水野忠邦) 1812-1817, 60.000 koku

- Clã Ogasawara 1817-1871 (Fudai; 60,000 koku)[8]

1. Ogasawara Nagamasa (小笠原長昌) 1817-1823, 60.000 koku
2. Ogasawara Nagayasu (小笠原長泰) 1823-1833, 60.000 koku
3. Ogasawara Nagao (小笠原長会) 1833-1836, 60.000 koku
4. Ogasawara Nagakazu (小笠原長和) 1836-1840, 60.000 koku
5. Ogasawara Nagakuni (小笠原長国) 1840-1871, 60.000 koku